# الوسيط في المذهب

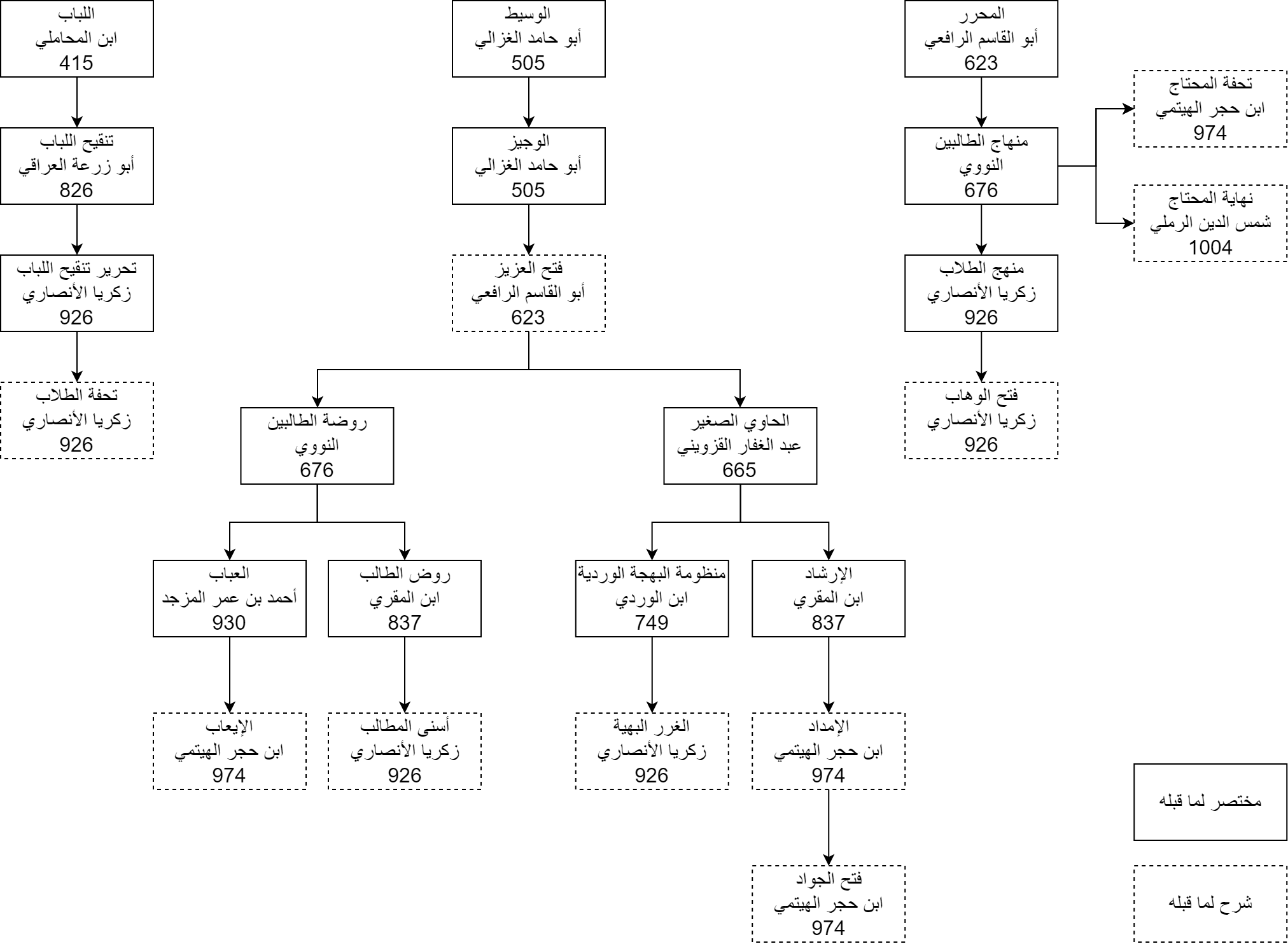
بعض أهم كتب الفقه الشافعي، ويظهر كتاب "الوسيط" أعلى وسط الشجرة.

الوسيط هو كتاب من تأليف الإمام أبو حامد الغزالي (ت. 505 هـ)، في فقه الإمام الشافعي (ت. 204 هـ).

## تعريف بالكتاب

### اسم الكتاب
الراجح أن اسم الكتاب هو «الوسيط في المذهب» غير أنه ورد باسم «الوسيط في الفقه» و«الوسيط في فروع الفقه» وذكره القاضي البيضاوي باسم «الوسيط المحيط بأقطار البسيط».

### محتوى الكتاب
يعتبر «الوسيط» ضمن سلسلة من كتب الغزالي في الفقه الشافعي، وهذه السلسلة هي «البسيط» و«الوسيط» و«الوجيز». وأساس هذه الكتب كلها هو كتاب «نهاية المطلب في دراية المذهب» لإمام الحرمين الجويني (ت. 478 هـ) أستاذ الغزالي.
وقد وضّح هذا ابن حجر الهيتمي (ت. 973 هـ) حين قال:
وهذه الكتب ذكرها شعراً أبو حفص عمر بن عبد العزيز بن يوسف الطرابلسي (ت. 515 هـ)، فقال:

## الطبع
قام بتحقيق قرابة عُشر الكتاب علي محي الدين القرة داغي وطبعت في قطر سنة 1413 هـ / 1993 م. ثم طبع كاملا في عدة مجلدات، بتحقيق أحمد محمود إبراهيم ومحمد محمد تامر، دار السلام، مصر، الطبعة الأولى 1417 هـ / 1997 م. وهذه الطبعة تحتوي في الهامش الكتب التالية:
- التنقيح في شرح الوسيط للإمام النووي.
- شرح مشكل الوسيط للإمام أبي عمرو عثمان بن الصلاح.
- شرح مشكلات الوسيط للإمام الحموي.
- تعليقة موجزة على الوسيط للإمام إبراهيم بن عبدالله بن أبي الدم.[5]

## شروح
- «المطلب العالي في شرح وسيط الغزالي»، لابن الرِّفعة (ت. 710 هـ)، أتمّه الحمويُّ في «تتمّة المطلب»، وكلاهما مخطوطان.

## المختصرات
- «الوجيز» للغزالي نفسه.
- «الغاية القصوى في دراية الفتوى»، للبيضاويّ (ت. 658 هـ). طبع بتحقيق عليّ القرة داغي.

وممن اختصره أيضا نور الدين الأسنويّ (ت. 721 هـ) وبرهان الدين العميري وبدر الدين اليمني.

## التعليقات
- «إيضاح الأغاليط الموجودة في الوسيط» لابن أبي الدم (ت. 642 هـ).
- «شرح مشكل الوسيط» لعثمان بن عبد الرحمن ابن الصلاح (ت. 643 هـ).[6]